# Broadview (métro de Toronto)
Pour les articles homonymes, voir Broadview.
Broadview est une station de la ligne 2 Bloor-Danforth, du métro de la ville de Toronto en Ontario au Canada. Située dans le quartier de Greektown, également connu sous le nom de Danforth, elle se trouve au croisement des avenues Danforth et Broadview.

## Situation sur le réseau

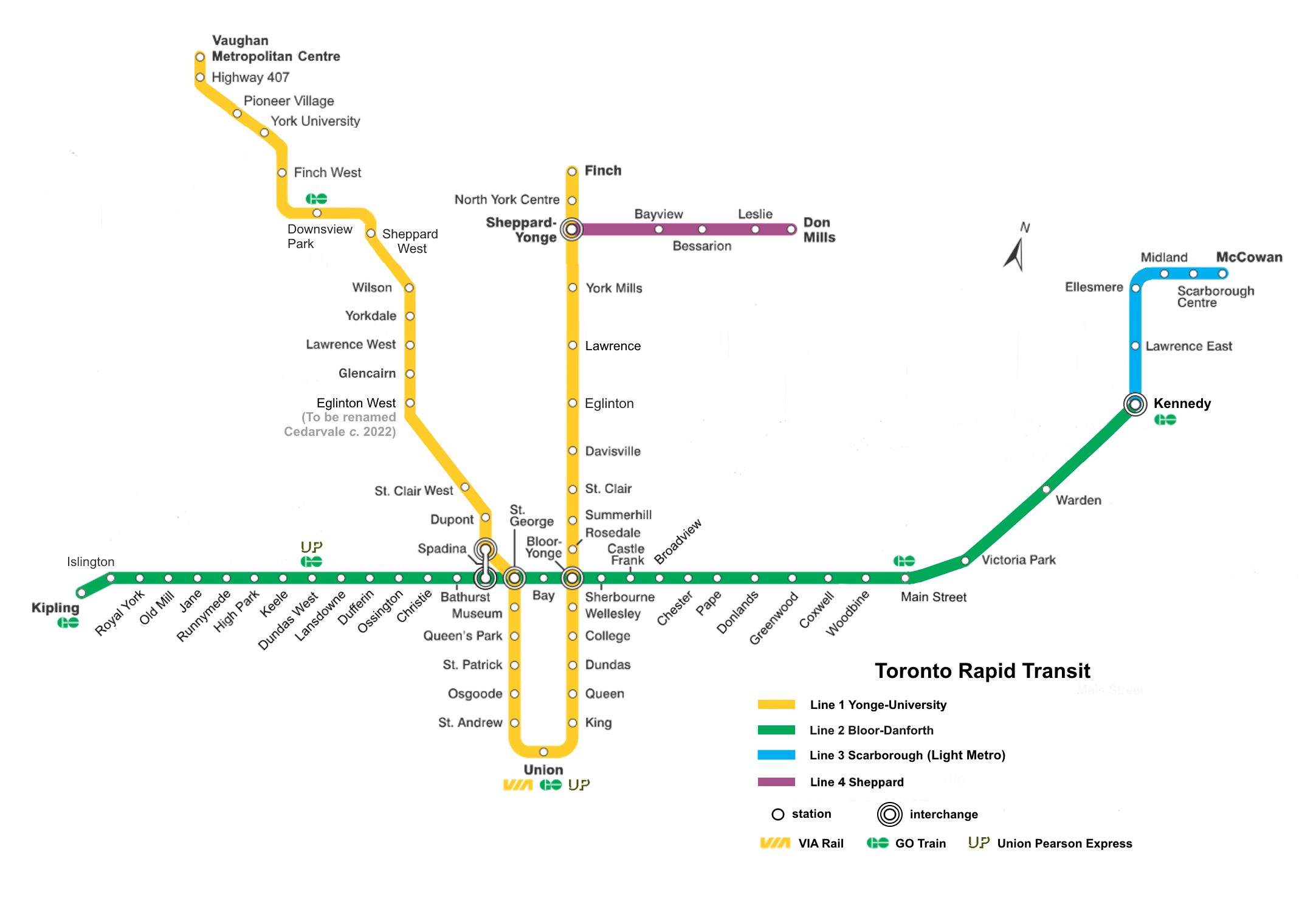
Plan du métro de Toronto (2018).

Établie en souterrain, la station Broadview de la ligne 2 Bloor-Danforth, elle est précédée par la station Castle Frank, en direction du terminus Kipling, elle est suivie par la station Chester en direction du terminus Kennedy.

## Histoire
La station Broadview est mise en service le 25 février 1966, lors de l'ouverture de la ligne, et fait donc partie des stations historiques du premier tronçon de la ligne Bloor-Danforth, avant ses différentes extensions en 1968 et 1980. La station a subi différents travaux depuis son ouverture, notamment en termes d'accessibilité aux handicapés, avec l'installation en 2003 d'un ascenseur permettant l'accès aux fauteuils roulants aux quais du métro, et d'escaliers mécaniques.
Durant l'année 2009-2010, elle a une fréquentation moyenne de 30 390 passagers par jour.

## Services aux voyageurs

### Accès et accueil
La station est construite sur trois niveaux : un niveau en surface composé du bâtiment de la station à proprement parler, de différents quais d'accès aux lignes de bus et de tramways, et de l'infrastructure ferroviaire permettant aux tramways de faire leur demi-tour, un niveau intermédiaire en sous-sol permettant l'accès aux deux quais de la station et le niveau du passage du train composé de deux quais et d'une voie double. Des escaliers roulants montants ainsi qu'un ascenseur permettent d'accéder de niveau en niveau.
Le premier niveau du bâtiment, en surface, dispose à son entrée d'un guichet permettant l'achat de titres de transport, et des tourniquets d'entrée et de sortie permettant l'accès à la zone payante de la station ainsi qu'aux quais extérieurs de bus et de tramways. Le niveau intermédiaire de la station, permettant l'accès aux voies, dispose d'un kiosque Gateway Newstands (en) vendant journaux et magazines, billets de jeux et en-cas. Le dernier niveau est composé de la voie et deux quais latéraux, chacun des quais étant équipé, comme la plupart des stations du réseau métropolitain, d'écrans de télévision annonçant le délai d'attente de la rame suivante et diffusant des bulletins météo et d'information.

### Intermodalité
Broadview fait également office de station de bus et de tramway et dispose, en surface, de plusieurs quais couverts. Elle est le terminus des lignes 504 King et 505 Dundas du tramway de Toronto.
La station est le terminus de différentes lignes de bus et de tramways de la Toronto Transit Commission, et permet la correspondance avec celles-ci : 8 Broadview en direction de Coxwell ; 62 Mortimer en direction de Main Street ; 87 Cosburn en direction de Main Street ; 100 Flemingdon Park en direction de Eglinton ; 504 King en direction de Dundas West ; 505 Dundas en direction de Dundas West.

## À proximité
Outre le fait que la station dessert la partie Ouest de Greektown, le quartier grec de Toronto, la station Broadview est proche de Riverdale Park, un espace vert de plusieurs hectares longeant les rives de la rivière Don entre Cabbagetown et l'avenue Broadview. La station est également proche du viaduc Prince Edward (en), un pont en arc métallique que le métro emprunte pour traverser la rivière Don, l'avenue Bayview et l'autoroute Don Valley Parkway entre les stations Broadview et Castle Frank.